# 世界革命 (英国)
世界革命（英語：World Revolution）是英国的一个左翼共产主义组织。该组织成立于1970年代中期，由团结的前支持者建立。1975年，该组织成为国际共产主义潮流的支部，并采用了“世界革命”的名称。后来，共产主义工人组织的一个少数派别加入了该组织。1981年，该组织的一些成员（主要是居住在苏格兰的成员）脱离组织另行组建了共产主义公告团体。